# 奧涅加沿海區國家公園
64°47′N 37°18′E / 64.783°N 37.300°E

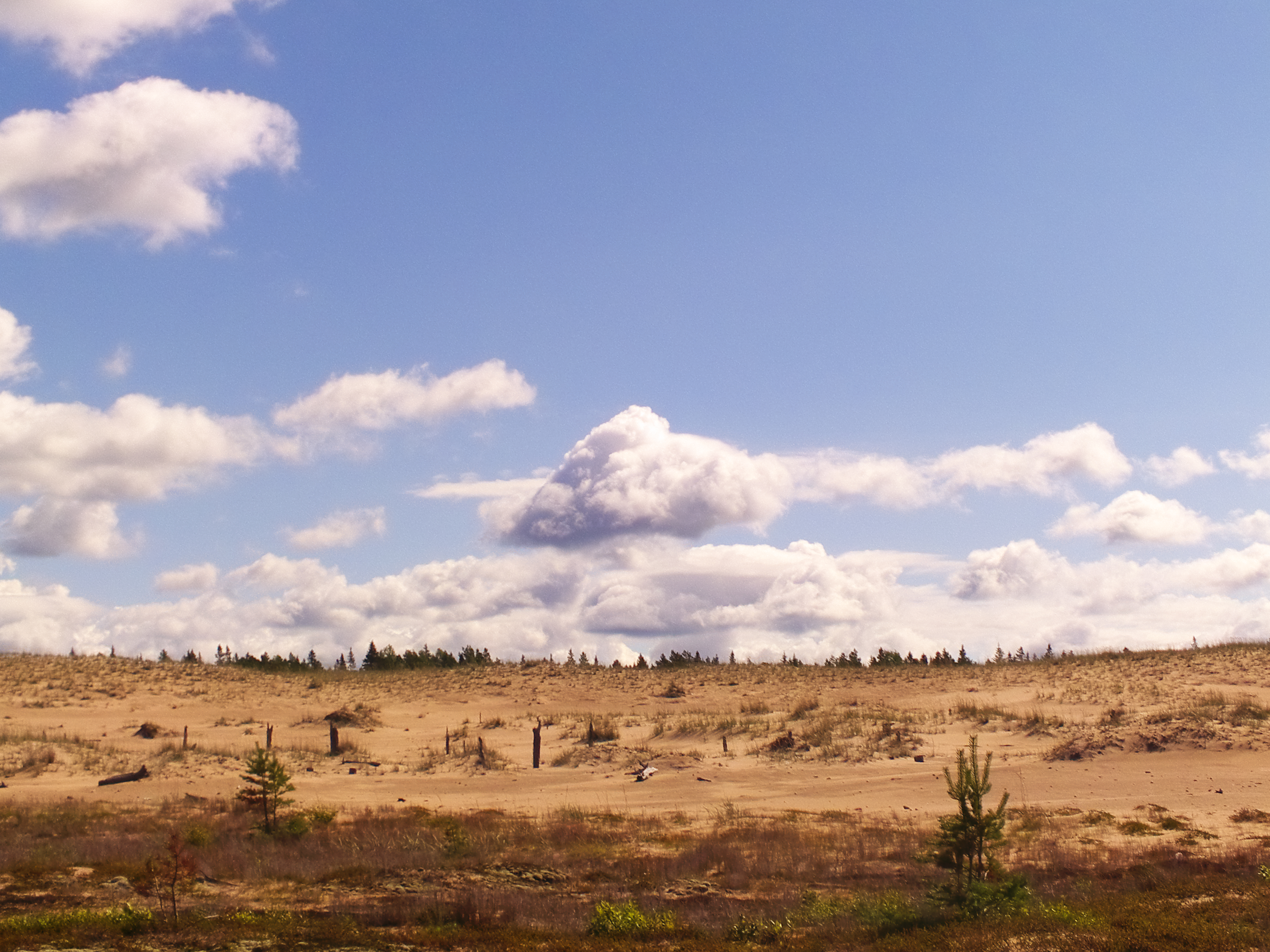

奧涅加沿海區國家公園是俄羅斯的國家公園，位於該國西北部阿爾漢格爾斯克州，處於奧涅加半島北部，成立於2013年2月26日，面積2,017平方公里。